# Branko Cikatić
Branko Cikatić (Spalato, 4 ottobre 1955 – Salona, 22 marzo 2020) è stato un kickboxer, thaiboxer e artista marziale misto croato.
Soprannominato "la tigre croata", è stato il primo campione in assoluto del torneo K-1 World Grand Prix, vinto nel 1993 sconfiggendo in finale Ernesto Hoost all'età di 38 anni, il lottatore più vecchio di sempre a vincere un torneo K-1.
Durante la sua carriera da professionista è stato campione europeo di Muay thai nel 1985 e nel 1986, campione del mondo di Muay thai nel 1987 e nel 1991, nonché campione del mondo WKA e IKBF di kickboxing rispettivamente nel 1989 e nel 1990.

## Carriera nel kickboxing
Cikatić ha avuto un'istruzione eclettica nelle arti marziali: iniziò all'età di 12 anni con il taekwondo, per poi passare allo stile Shotokan, ottenendo la cintura nera in entrambe le discipline; successivamente divenne anche cintura blu di judo e da maggiorenne iniziò ad allenarsi nel pugilato, per poi passare definitivamente a kickboxing e muay thai.
Cikatić vanta una carriera da kickboxer attiva dal 1972 al 1999, con un sensazionale record da professionista di 87 vittorie e 5 cinque sconfitte dove ben 82 vittorie sono venute per KO; come dilettante sono state registrate 152 vittorie e 15 sconfitte.
Durante la sua carriera da dilettante è stato campione europeo WAKO per ben tre anni consecutivi dal 1979 al 1981 nella categoria fino ai 79 kg: il primo campionato lo vinse a Milano battendo in finale lo svizzero Jean-Marc Tonus, il secondo a Londra contro l'olandese David e il terzo a Dublino schiantando il tedesco Dieter Herdel.
Sempre da amatore ha vinto un mondiale WKKA a Miami nel 1981, nonché due campionati europei full contact nel 1982 (Berlino) e 1983 (Caen).
Le sue vittorie da professionista iniziano già nel 1985 grazie ai campionati europei di muay thai, che vince prima ad Amsterdam e poi nel 1986 a Parigi. Nel 1987 vince anche il mondiale di muay thai ad Amsterdam, categoria 82,5 kg; bisserà il successo mondiale quattro anni dopo a Berlino, nella categoria 86 kg.
Dal 1989 iniziano le sue fortune nel kickboxing, grazie ai successi mondiali del 1989 e del 1990.
Raggiungerà la vetta degli sport da combattimento solo nel 1993, all'età di 38 anni, partecipando al primo World Grand Prix della neonata organizzazione giapponese K-1: a Tokyo Cikatić domina tutti gli avversari, mettendo KO prima il campione di muay thai Changpuek Kiatsongrit, poi il campione openweight di karate Masaaki Satake, ed in finale il fuoriclasse della kickboxing Ernesto Hoost, lottatore che negli anni a seguire si ergerà a dominatore assoluto dei tornei K-1.
Prende parte anche al K-1 World Grand Prix del 1994, ma questa volta viene fermato al secondo incontro da Masaaki Satake ai punti, subendo quindi la vendetta del giapponese.
Sempre nel 1994 riuscì a sconfiggere ancora una volta Ernesto Hoost, mentre contro l'altro fuoriclasse Andy Hug si arrese ai punti.
Chiuse la carriera con un ulteriore successo, un mondiale a Zagabria per la federazione WMTA nel 1998.

## Carriera nelle arti marziali miste
Branko Cikatić ha avuto anche una breve carriera come professionista di arti marziali miste, esperienza di nessun rilievo se paragonata a quella avuta nel kickboxing.
Combatté per l'organizzazione nipponica Pride Fighting Championships due incontri, uno contro Mark Kerr nel 1998 e uno contro l'altro ex kickboxer Maurice Smith: perse entrambi gli incontri.

### Risultati nelle arti marziali miste
| Risultato | Record | Avversario    | Metodo                             | Evento  | Data              | Round | Tempo | Città              | Note |
| --------- | ------ | ------------- | ---------------------------------- | ------- | ----------------- | ----- | ----- | ------------------ | ---- |
| Sconfitta | 0–2    | Maurice Smith | Sottomissione (strangolamento)     | Pride 7 | 12 settembre 1999 | 1     | 7:33  | Yokohama, Giappone |      |
| Sconfitta | 0–1    | Mark Kerr     | Squalifica (aggrappato alle corde) | Pride 2 | 15 marzo 1998     | 1     | 2:14  | Yokohama, Giappone |      |